# 揖東郡
揖東郡（日语：／ Ittō gun */?）是過去位於兵庫縣西部的郡，已於1896年4月1日與揖西郡合併為揖保郡。
過去的範圍包括現在的太子町全部地區、龍野市的東半部地區和姬路市西部的一小部分地區。

## 歷史
在令制國時代屬於播磨國，最初屬於揖保郡一部分，但約在13世紀至14世紀期間，揖保郡被分割為揖東郡及揖西郡兩郡。19世紀末江戶時代結束之際，揖東郡主要屬於龍野藩和林田藩，另有部分地區屬於丸龜藩、姬路藩和幕府領地。
隨著1868年幕府的結束及接著實施的廢藩置縣政策，曾分別先後隸屬兵庫縣、生野縣、龍野縣、林田縣、姬路縣，1871年全數被整併到飾磨縣內，1876年再次整併後屬於兵庫縣。
1879年實施郡區町村編制法，正式的設置了近代的行政區劃「揖東郡」，郡役所設於鵤村（位於現在的太子町）。

### 沿革

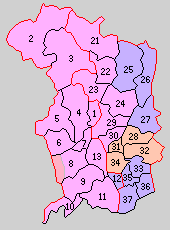
1889年揖東郡轄下的行政區劃
21.香島村 22.新宮村 23.越部村 24.神岡村 25.林田村 26.伊勢村 27.太市村 28.龍田村 29.小宅村 30.譽田村 31.斑鳩村 32.太田村 33.勝原村 34.石海村 35.旭陽村 36.大津村 37.網干町
（紫色：現屬姬路市、桃色：現屬龍野市、橙色：現屬太子町、1 - 13屬於揖西郡）

- 1889年04月1日：實施町村制，揖東郡下設：香島村（日语：香島村）、新宮村（日语：新宮町 (兵庫県)）、越部村（日语：越部村）、神岡村（日语：神岡村）、林田村（日语：林田村 (兵庫県揖保郡)）、伊勢村（日语：伊勢村）、太市村（日语：太市村）、龍田村（日语：龍田村 (兵庫県)）、小宅村（日语：小宅村）、譽田村（日语：誉田村 (兵庫県)）、斑鳩村（日语：斑鳩町 (兵庫県)）、太田村（日语：太田村 (兵庫県)）、勝原村（日语：勝原村）、石海村（日语：石海村）、旭陽村（日语：旭陽村）、大津村（日语：大津村 (兵庫県)）、網干町（日语：網干町）。（1町16村）
- 1896年07月1日：揖東郡和揖西郡合併為揖保郡，同時實施郡制（日语：郡制），設立郡參事會（日语：郡参事会）。